# Aikaterini
Aikaterini ist ein weiblicher, in Griechenland sehr beliebter Vorname.

## Herkunft und Bedeutung
Der Name ist eine wechselnde Transkription des griechischen Namens Αικατερινη (Ekaterini).

## Bekannte Namensträgerinnen
- Aikaterini Nikolaidou (* 1992), griechische Ruderin